# VenusBlood -DESIRE-
《VenusBlood -DESIRE-》是日本スタジオ九尾公司的旗下品牌dualtail在2009年11月27日發售的成人遊戲。2010年11月19日由WHITE BEAR發售DVDPG。VenusBlood系列的第三作，不同於前兩作的育成模擬遊戲，本作和之後的續作都變更為地域壓制型模擬遊戲。

## 遊戲系統
遊戲開始時玩家可以選擇遊戲難度，簡單模式可以直接跳過戰鬥。完成遊戲後可以選擇繼承模式或是禁用神技的無神論模式。
AVG模式
隨著故事進行有時會有選項出現，不同的選擇會影響提升女神好感度或是增加影響故事路線的カルマ或ローフル數值。
SLG模式
玩家在每回合有限制次數下執行攻城、管理領地、編制士兵、培育女神、指派女神。每回合會轉換不同的屬性月份，屬性會根據指派加護女神的屬性而影響戰鬥的能力值。
戰鬥模式
戰場上可以指派最多5個士兵單位和最多3位女神加護來影響能力值，當給於敵方傷害時能提升Force，當Force儲滿時可以使用女神的神技。敵方全滅或是總兵力超過敵方即判定勝利。

## 故事
正ノルニル教團的神官クリフト，受到朋友アレクシス的背叛而失去雙親並且被嫁禍而判處死罪。在逃出後改名為ダンテス並逃亡近10年後遇到慾望女神エリード，在接受エリード協助下抓到同樣受到アレクシス的背叛而衰弱的女神ルトナ。ダンテス奪走ルトナ的神力和神具後成立了ネメシア新教準備向アレクシス展開復仇。

## 角色

### 主要角色
ダンテス
- 怒る仮面のダンテス

本作男主角，本名是クリスト，ネメシア新教的教主。出身在有接觸女神能力的家族，過去是正ノルニル教團的神官。從エリード取得假面デザイア後利用假面英雄的傳說為號召成立ネメシア新教對抗正ノルニル教團。過去喜歡ルトナ但是對於人和女神相戀仍有所顧忌而隱藏這份感情。
ルトナ（CV：花南）
- 善：紡ぐ天命のルトナ

掌管天和命運的女神。原本是正ノルニル教團信奉的女神，受到アレクシス的背叛而被アイディリア取代。由於信仰被奪後導致ルトナ衰弱瀕臨消失，在成立ネメシア新教獲取人們信仰後得以復原。過去對クリスト十分在意，對於クリスト的改變感到難過但還是願意協助他。
- 惡：巡る宿業のルトナ

原本觀念保守在惡墮之後轉變為開放並且取得ダンテス的信任取回神具而重獲自由。
ペルセイラ（CV：水純菜菜步）
- 善：造る業火のペルセイラ

掌管火的女神。女神們中最好戰的戰女神，但是不會攻擊自己所守護的人民即使是罪犯也是如此。有著對守護ルトナ的強烈使命感。
- 惡：屠る獄炎のペルセイラ

原本敵視ダンテス的態度在惡墮之後消失並且對他產生好感，也因此嫉妬ダンテス和ルトナ的兩人關係。
カサルナ（CV：和葉）
- 善：歌う流水のカサルナ

掌管水的女神。有著慈母般的性格和能感化人心的歌聲。
- 惡：誘う水禍のカサルナ

在惡墮之後轉變成裝扮變得大膽裸露，行為舉止有如淫婦。
ユティル（CV：渋谷ひめ）
- 善：語る疾風のユティル

掌管風的女神。有快速飛翔的能力而擅長收集情報。
- 惡：踊る暴風のユティル

クローフィア（CV：岩泉まい）
- 善：学ぶ大地のクローフィア

掌管土的女神。興趣是讀書而學識淵博。
- 惡：渇く荒野のクローフィア

エリード（CV：ももぞの薫）
- 進む欲望のエリード

掌管慾望的女神。由於人們都有欲望使她能保持原有的力量。

### 其他角色
アイディリア（CV：咲ゆたか）
- 黙す天空のアイディリア

正ノルニル教團信奉的人造女神。真實身份是アレクシス的死去女兒アリア。
フェレス（CV：ももぞの薫）
- 癒す宵闇のフェレス

掌管生和死的古代女神。教導古代禁術給アレクシス使アリア成為人造女神。
アレクシス
- 憎む涙のアレクシス

正ノルニル教團的教皇。過去是前教皇クリスト父親的養子和クリスト的朋友。由於妻子和女兒アリア因流行病而死去，面對這樣悲慘命運的アレクシス因此憎恨ルトナ。在殺害前教皇後成為新教皇並且擁立新女神アイディリア。
ファリア
フェレス的弟弟，古代的神。在很久以前與假面英雄和女神們共同抵禦魔族的侵略保護人民。

## 主題歌
CrusadeR
作曲：流歌(encounter+)　作詞/歌：桃梨(encounter+)

## 工作人員
- 監製/遊戲設計：け～まる[5]
- 企劃：dualtail
- 原畫：トシぞー、丹下ゲンタ
- 劇本：内山涼介、イルカ、け～まる
- 演出：樋舘誠
- 系統：三間茶屋
- 音樂：CHRIS（Sound Libero）
- 影片：木澤スタジオ
- CG監修：トラ
- CG：詠餉、ちゅるり、るいるい

## 外部連結
- ninetail （页面存档备份，存于）（日語）